# هنريك مولر
هنريك مولر هو متسابق دراجات نارية دنماركي، ولد في 3 سبتمبر 1985 في فريديريكا في الدنمارك.